# Srch
Srch (deutsch Sirch) ist eine Gemeinde in Tschechien. Sie liegt sechs Kilometer nördlich des Stadtzentrums von Pardubice an deren Stadtgrenze und gehört zum Okres Pardubice.

## Geographie

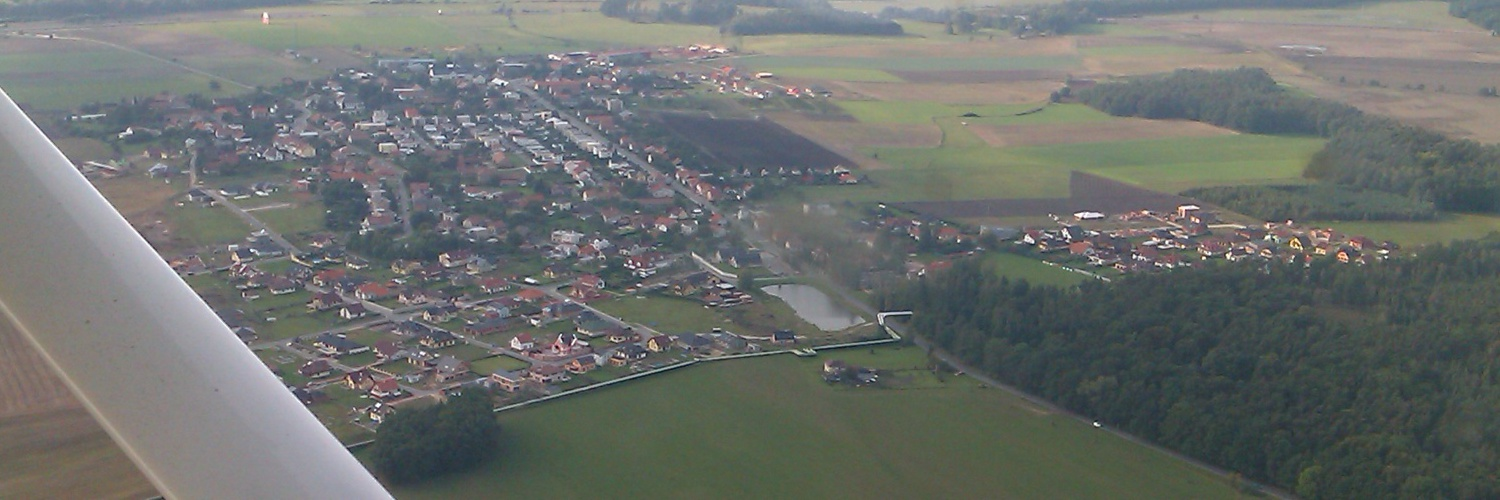
Luftbild

Srch befindet sich auf einer Anhöhe in der Pardubická kotlina (Pardubitzer Becken). Westlich des Dorfes verlaufen die Staatsstraße I/37 und die Bahnstrecke Pardubice–Liberec, östlich die Staatsstraße II/324 zwischen Pardubice und Opatovice nad Labem. Im Norden erhebt sich der Cháby (229 m n.m.), östlich die markante Kunětická hora (307 m n.m.) mit der gleichnamigen Burg. Gegen Südwesten liegt der vom Graben Velká strouha gespeiste Teich Pohránovský rybník.
Nachbarorte sind Malá Čeperka, Podůlšany, Hrobický Dvůr und Čeperka im Norden, Hrobice, Dříteč, Na Sibiři und Němčice im Nordosten, Hradiště na Písku im Osten, Psinek, Nové Hradiště und Brozany im Südosten, Staré Hradiště, Ohrazenice und Doubravice im Süden, Semtín, Stará Kolonie, Rybitví und Horka im Südwesten, Pohránov und Boudy im Westen sowie Stéblová im Nordwesten.

## Geschichte
Srch ist wahrscheinlich eine Gründung des Benediktinerklosters Opatowitz. Nachdem das Kloster 1421 von den Hussiten unter Diviš Bořek von Miletínek geplündert und niedergebrannt worden war, bemächtigte sich dieser der ausgedehnten Besitzungen.
Die erste schriftliche Erwähnung von Srch erfolgte im Jahre 1436, als König Sigismund große Teile des ehemaligen Klosterbesitzes an Diviš Bořek überschrieb, der daraus die Herrschaft Kunburg bildete. Zum Ende des 15. Jahrhunderts erwarb Wilhelm von Pernstein die Herrschaften Pardubitz und Kunburg und vereinigte sie. In der Umgebung des Dorfes ließ er mehrere große Teiche anlegen. Wilhelm von Pernstein vererbte seine böhmischen Güter 1521 seinem jüngeren Sohn Vojtěch, nach dessen Tod fielen sie 1534 seinem Bruder Johann zu. Dieser hinterließ 1548 seinem Sohn Jaroslav hohe Schulden. Am 21. März 1560 veräußerte Jaroslav von Pernstein die gesamte Herrschaft Pardubitz an König Ferdinand I. Dessen Nachfolger Maximilian II. übertrug die Verwaltung der königlichen Herrschaften der Hofkammer.
Im Jahre 1835 bestand das im Chrudimer Kreis auf sumpfigem Grund gelegene Dorf Srch aus 36 Häusern, in denen 261 Personen lebten. Unter obrigkeitlichem Patronat stand die Schule. Im Ort gab es mehrere Quellen, von denen eine überwölbte auch im strengsten Winter nicht zufror; ihr Wasser soll früher über Röhren ins Pardubitzer Schloss geleitet wurden sein. Pfarrort war Kunietitz. Bis zur Mitte des 19. Jahrhunderts blieb Srch der k.k. Kameralherrschaft Pardubitz untertänig.
Nach der Aufhebung der Patrimonialherrschaften bildete Srch ab 1849 eine Gemeinde im Gerichtsbezirk Pardubitz. Ab 1868 gehörte die Gemeinde zum politischen Bezirk Pardubitz. 1869 hatte Srch 347 Einwohner und bestand aus 47 Häusern. Die großen Fischteiche wurde in der zweiten Hälfte des 19. Jahrhunderts trockengelegt und die Teichstätten in Ackerland umgewandelt. Im Jahre 1900 lebten in dem Dorf 436 Menschen, 1910 waren es 444. 1930 hatte Srch 488 Einwohner. Im Jahre 1949 wurde Srch dem Okres Pardubice-okolí zugeordnet; seit 1960 gehört die Gemeinde wieder zum Okres Pardubice. 1961 erfolgte die Eingemeindung von Pohránov. Am 30. April 1976 wurden Hrádek und Stéblová eingemeindet. Der Ortsteil Stéblová löste sich am 24. November 1990 wieder los. Beim Zensus von 2001 lebten in den 222 Häusern von Srch 696 Personen. Durch die Ausweisung eines ausgedehnten Wohnbebauungsgebietes wuchs der Kernort seit der Jahrtausendwende stark an. Heute hat die Gemeinde 1600 Einwohner und besteht aus 630 Häusern, von denen 500 in Srch, 79 in Hrádek und 51 in Pohránov stehen.

## Gemeindegliederung
Die Gemeinde Srch besteht aus den Ortsteilen Hrádek (Hradek), Pohránov (Pohranow) und Srch (Sirch), die zugleich auch Katastralbezirke bilden.

## Sehenswürdigkeiten

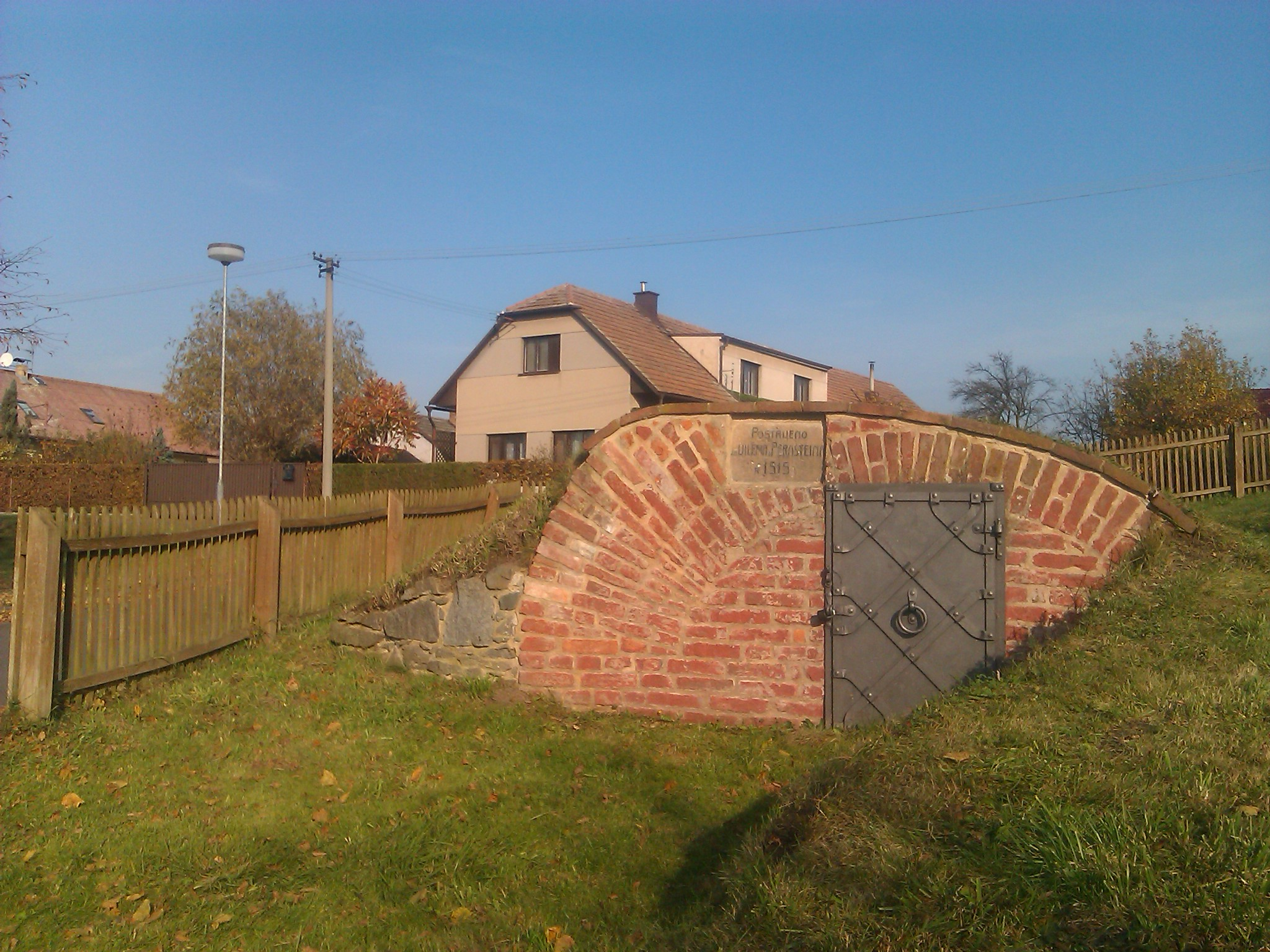
Pernsteinbrunnen

- Pernsteinbrunnen (Studna pánů z Pernštejna), angelegt 1515 unter Wilhelm von Pernstein, der Legende nach soll sein Wasser in Holzröhren unter der Elbe hindurch nach dem Brunnen auf dem Pardubitzer Ring und auf das Schloss Pardubitz gepumpt worden sein. Der Brunnen ist als Kulturdenkmal geschützt.
- Hölzerner Glockenturm auf dem Dorfplatz, die figürlich verzierte Dorfglocke stammt aus dem Jahre 1771
- Naturreservat Baroch, nordöstlich des Dorfes. Das Teich- und Sumpfgebiet ist der am besten erhaltene Überrest des Großteiches Velká Čeperka. Der sich nordwestlich des Baroch erhebende Cháby bildete früher eine große Halbinsel in der Velká Čeperka.
- Naturdenkmal U Pohránovského rybníka, Auwaldgebiet um den gleichnamigen Teich, südwestlich von Srch